# Gnosippus yemenensis
Espèce
Synonymes
- Biton yemenensis Simon, 1882

Gnosippus yemenensis est une espèce de solifuges de la famille des Daesiidae.

## Distribution
Cette espèce se rencontre au Yémen et en Oman.

## Description
La femelle décrite par Roewer en 1933 mesure 14 mm.

## Étymologie
Son nom d'espèce, composé de yemen et du suffixe latin -ensis, « qui vit dans, qui habite », lui a été donné en référence au lieu de sa découverte, le Yémen.

## Publication originale
- Simon, 1882 : Viaggio ad Assab nel Mar Rosso, dei signori G. Doria ed O.Beccari con il R.Avviso "Esploratore" dal 16. Novembre 1879 al 26. Febbraio 1880. II. Étude sur les Arachnides de l'Yemen méridional. Annali del Museo Civico di Storia Naturale di Genova, vol. 18, p. 207-260.